# Sandow (Film)
Sandow ist ein US-amerikanischer Kurzfilm aus dem Jahre 1894. Regie führte William K. L. Dickson. Der Film wurde in den Black Maria Studios am 18. Mai 1894 gedreht. Der Film wurde auch unter dem Namen Sandow No. 1 bekannt, allerdings existiert kein zweiter Film mit ihm. Der Film wurde später in die Sammlung der Library of Congress aufgenommen.
Der Kraftsportler Eugen Sandow lässt in diesem Film seine Muskeln tanzen und zeigt sich in mehreren Posen.